# Bobby Schuller

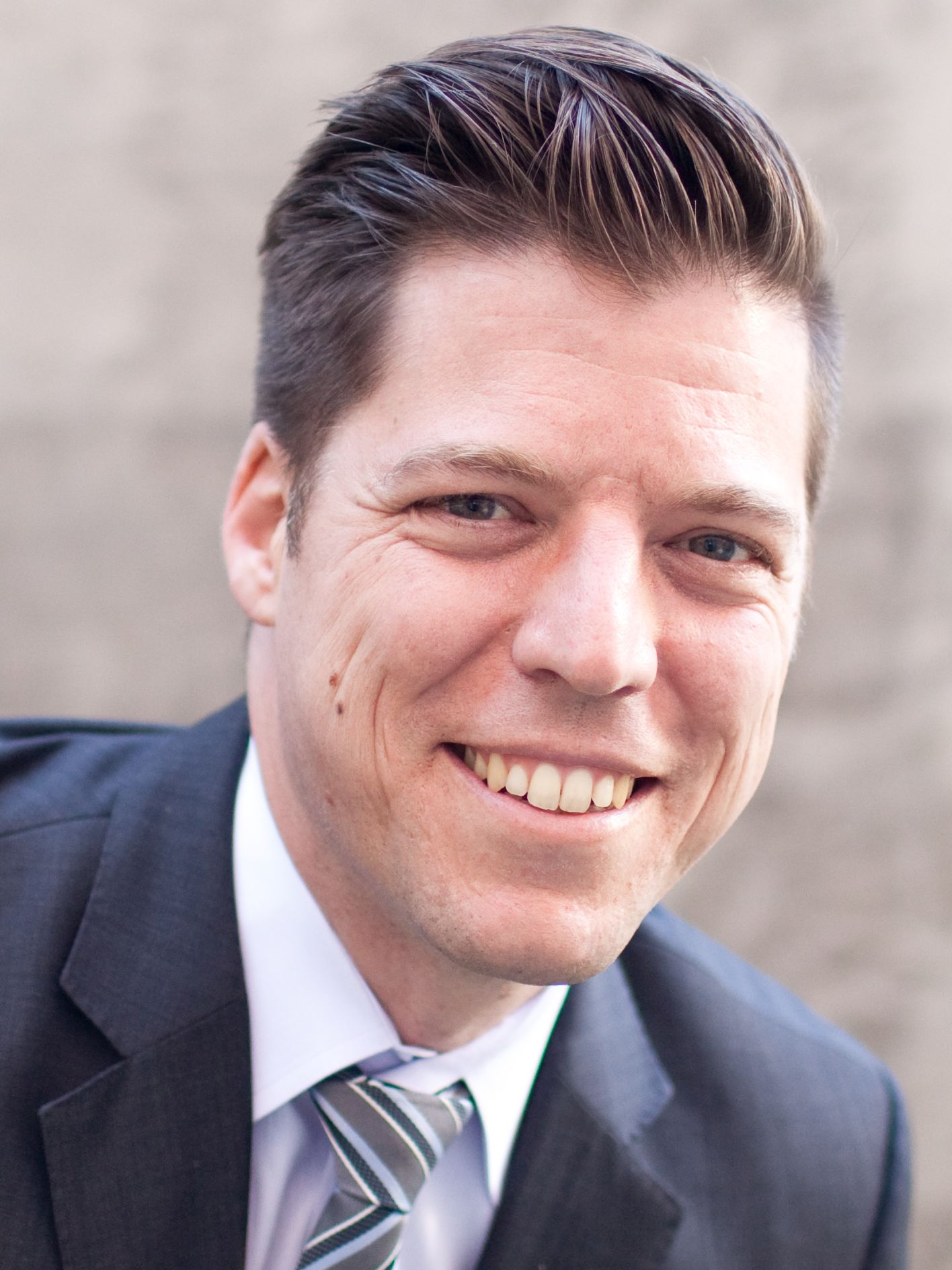
Bobby Schuller, 2015

Robert Vernon „Bobby“ Schuller (* 28. Juli 1981 in Kalifornien) ist ein US-amerikanischer Theologe, Pfarrer der Reformierten Kirche Amerikas, seit 2012 Fernseh-Pfarrer von Hour of Power und Pastor der Shepherd’s Grove Church und Autor christlicher Erbauungsliteratur.

## Leben und Wirken
Robert „Bobby“ Schuller ist der Sohn von Robert Anthony Schuller und wuchs in San Juan Capistrano, Kalifornien auf. Die Wurzeln seiner Familie gehen auf niederländische Einwanderer zurück. 1996 entschloss er sich während einer Veranstaltung im „Anaheim Convention Center“, an Jesus Christus zu glauben und ihm nachzufolgen. Ein Jahr später, nach der Scheidung seiner Eltern, zog er mit seiner Mutter nach Tulsa, Oklahoma, ging in Broken Arrow zur Schule und danach in die „Victory Christian School Tulsa“. In Tulsa engagierte er sich in der Jugendarbeit „One-Eighty“ der „Church on the Move“, wo er auch seine spätere Frau Hannah kennenlernte. Er erlangte 2003 an der Oral Roberts University (ORU) den Bachelor-Abschluss in Betriebswirtschaft und 2008 am Fuller Theological Seminary den Master of Divinity. Schuller ist Präsident des St. Patrick-Projekts, einer christlichen Sozialarbeit im Orange County im US-Bundesstaat Kalifornien. Bis Juni 2009 leitete er den Jugendgottesdienst „The Gathering“ auf dem Campus der Crystal Cathedral. Danach gründete er die Gemeinde Tree of Life Community in der American Legion Hall in Orange County, die er 2015 mit der Shepherd’s Grove Church fusionierte. Zu diesem Zeitpunkt lehrte er als jüngster Kaplan in der über 150-jährigen Geschichte des Chautauqua-Instituts.
Schuller wurde im Mai 2012 Hauptpastor der Crystal-Cathedral-Gemeinde im kalifornischen Garden Grove und zog im Juli 2013 mit vielen Mitgliedern dieser Gemeinde in ein kleineres Kirchengebäude der früheren St. Callistus’ Catholic Church in der Nähe um, nachdem 2012 in einer finanziell schwierigen Phase der gesamte Campus der Crystal Cathedral in den Besitz der katholischen Diözese von Orange County übergegangen war. Die Gemeinde nennt sich seither Shepherd’s Grove Church und gehört zur Reformierten Kirche Amerikas (RCA). Seit Juli 2012 ist Schuller Hauptpastor von Hour of Power, einem wöchentlichen Fernsehgottesdienst, der von 1971 bis 2013 in der Crystal Cathedral und seither in der Shepherd’s Grove Church aufgezeichnet wird und Millionen Zuschauer weltweit erreicht. Er löste damit seinen Großvater Robert Harold Schuller ab, der im März 2012 vom Vorstand bei Hour of Power zurücktrat und 2015 verstarb.

„Ich möchte sehen, wie Hour of Power in ein neues goldenes Zeitalter tritt. Das erfordert die beste Musik, die grossartigsten Geschichten, ermutigende Predigten und vor allem Menschen, die an eine Vision glauben, die Welt mit Hoffnung und Wiederherstellung zu erreichen. Ich hoffe, dass wir die nächste Generation mit der Botschaft von Gottes Liebe erreichen können.“

Schuller arbeitete für das christliche Fernsehnetzwerk Channel of Hope und trat bei einigen TV-Shows auf: als Diskussionsteilnehmer bei Kanadas 100 Huntley Street, als Juror bei der Reality-Show The Messengers, einem Format von The Learning Channel als Interviewpartner bei Daystar Television Network und ab 2013 als Darsteller bei der TV-Serie Praise the Lord des Trinity Broadcasting Network (TBN). Während seiner Mitarbeit als Moderator der Show Frequency X eines kanadischen Fernsehsenders bei der Expo 2000 in Hannover lebte er für sechs Monate in Bad Gandersheim. Zwischen 2010 und 2011 war er Pastor für das niederländische TV-Programm Hour of Power. Im April 2013 war er zu einer Vortragsreise in Deutschland.
Am 28. Juni 2015 wurde Schuller als Pfarrer der Reformierten Kirche Amerikas (RCA) ordiniert. Er hält regelmäßig auch Gottesdienste im Ausland ab, um Freunde und Spender von Hour of Power persönlich zu treffen.

## Privates
Schuller wurde als klassischer Pianist ausgebildet. 2003 heiratete er seine Frau Hannah Presley, deren Mutter in Stuttgart geboren ist. Das Paar hat zwei Kinder und lebt im kalifornischen Orange County.

## Veröffentlichungen
- Imagine Happiness: A Simple Guide. CreateSpace Independent, 2012, ISBN 978-1-480211971.
- Streben nach Glück: Leitfaden für ein glückliches Leben (Übers.: Sven Hedman). Hour of Power Verlag, Augsburg 2013, ISBN 978-3-941980-19-8.
- Glück ist keine Glückssache: 52 Wochen des Glücklichseins (Übers.: Sven Blissenbach). Hour of Power Verlag, Augsburg 2013, ISBN 978-3-941980-21-1.
- Leben im Reich Gottes: Was es bedeutet, Jesus nachzufolgen (Übers.: Elly Grothof-Nouwen). Hour of Power Verlag, Augsburg 2014, ISBN 978-3-941980-22-8.
- Weil du es wert bist … und dein Leben zählt! Hour of Power Verlag, Augsburg 2014, ISBN 978-3-941980-27-3.
- Happiness According to Jesus: What It Means to Be Blessed. Worthy Publishing, 2015, ISBN 978-1-617955211.
- Die Vision für ein glückliches Leben. Leben wie Jesus. Gerth Medien, Aßlar 2016, ISBN 978-3-95734-120-4.
- You Are Beloved: Living in the Freedom of God’s Grace, Mercy, and Love. Thomas Nelson Verlag, Nashville 2018, ISBN 978-1-40020168-6.
- Du bist geliebt. Erlebe Gottes Gnade, Barmherzigkeit und Liebe. Hour of Power Verlag, Augsburg 2018, ISBN 978-3-941980-32-7.
- Ändere dein Denken, ändere deine Welt. Wie lebensspendende Gedanken dein Schicksal verändern können. Hour of Power Verlag, Augsburg 2019, ISBN 978-3-941980-36-5.
- Gebetstagebuch. Beten mit den Psalmen (Nach der Lectio divina aufgebaut), Hour of Power Verlag, Augsburg 2020.
- Advent – Das Beste kommt noch. 24 Andachten für die Adventszeit, Hour of Power Verlag, Augsburg 2020.
- Advent – Halte die Hoffnung am Leben. 24 Andachten für die Adventszeit, Hour of Power Verlag, Augsburg 2021.
- Ostern – Die Hoffnung der Auferstehung!, Hour of Power Verlag, Augsburg 2021.
- Ostern – Jesus lebt, Hour of Power Verlag, Augsburg 2022.
- Ich bin. Die Namen Gottes, Hour of Power Verlag, Augsburg 2022.
- Advent – Starker mutiger Glaube. 24 Andachten für die Adventszeit, Hour of Power Verlag, Augsburg 2022.
- Verankert in Gott – Tägliche Impulse für ein Leben voller Hoffnung, Hour of Power Edition, Augsburg 2024.